# Jahrbücher für wissenschaftliche Kritik

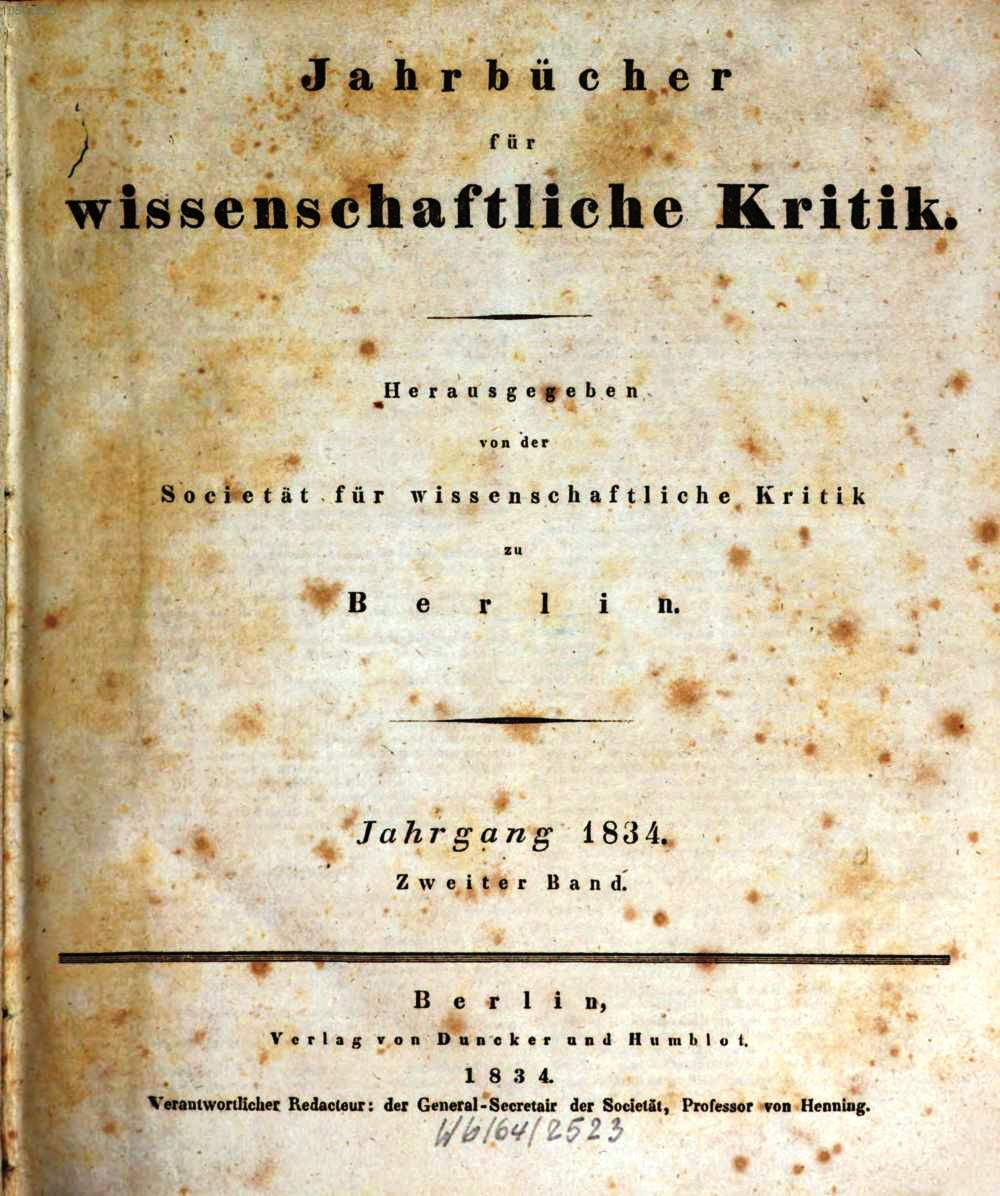
Jahrbücher für wissenschaftliche Kritik, Duncker und Humblot, Berlin 1834, Band 2, Titelseite

Die Jahrbücher für wissenschaftliche Kritik („Berliner Jahrbücher“) waren eine deutschsprachige Zeitschrift, sie wurde herausgegeben von der Societät für Wissenschaftliche Kritik zu Berlin.

## Geschichte
Sie erschien in Berlin in den Jahren 1827–1846. Ihre Gründung ging auf die Initiative von Eduard Gans, Karl August Varnhagen von Ense und Georg Wilhelm Friedrich Hegel zurück. Leopold von Henning war ab 1827 war ihr Redakteur. Die Zeitschrift wurde in den folgenden zwanzig Jahren zur einflussreichsten publizistischen Organ der Hegelschule bzw. Hegelianer und eine der wichtigsten Zeitschriften für wissenschaftliche Rezensionen. Der erste Band (Jahrgang 1827) erschien in Stuttgart und Tübingen in der J. G. Cotta’schen Buchhandlung, später erschien sie bei Duncker & Humblot in Berlin.
Der Autor Fritz Schlawe merkt zur Konstituierung der Gesellschaft an:

„Vor allem aber war es Hegels Jünger Ed. Gans, der die Sache tatkräftig verfolgte […]  Im Juli 1826 lud Hegel die Kollegen Hufeland, Ritter, Marheineke, v. Raumer, Boeckh, v. Henning, Bopp, Dirksen, Schultzenstein, Gans, Leo, ferner v. Streckfuß, Joh. Schulze, Varnhagen, Pohl und Waagen in sein Haus, und am 23. Juli 1826 konstituierte sich dort, als Herausgeberin der künftigen Zeitschrift, die "Sozietät für wissenschaftliche Kritik"“

Innerhalb der preußischen Kulturphilosophie zu Beginn des 19. Jahrhunderts in Berlin spielten sie zwar eine Rolle, jedoch sind dem Autor Christoph Jamme zufolge die Verhältnisse „komplizierter, als sie sich auf den ersten Blick ausnehmen. Hegel folgt zwar in vielem der preußischen Kulturpolitik jener Jahre, geht aber auch seine eigenen Wege. Das Verhältnis der Jahrbücher zum preußischen Staat ist ebensowenig auf eine Formel zu bringen, wie das Verhältnis der in den Jahrbüchern abgedruckten Beiträge zur Hegelschen Philosophie “.
In der Zeitschrift Dioskuren veröffentlichte Eduard Gans 1836 einen Aufsatz von über "Die Stiftung der Jahrbücher für wissenschaftliche Kritik", der besonderes Interesse erregte, und es erwies sich, dass nicht nur die Zensur, sondern der König von Preußen selbst sich gegen die moderne Literatur wandte.
Von Hegel erschienen in den Jahrbüchern für wissenschaftliche Kritik die folgenden Rezensionen: 
1. Über die unter dem Namen Bhagavad-Gita bekannte Episode des Mahabharata. Von Wilhelm vom Humboldt [1827]
2. Solgers nachgelassene Schriften und Briefwechsel [1828]
3. Hamanns Schriften [1828]
4. Aphorismen über Nichtwissen und absolutes Wissen im Verhältnisse zur christlichen Glaubenserkenntnis. Von Karl Friedrich Göschel [1829]
5. Über die Hegelsche Lehre oder absolutes Wissen und moderner Pantheismus. - Über Philosophie überhaupt und Hegels Enzyklopädie der philosophischen Wissenschaften insbesondere [1829]
6. Der Idealrealismus. Erster Teil. Von A. L. J. Ohlert [1831]
7. Über Grundlage, Gliederung und Zeitenfolge der Weltgeschichte. Von J. Görres [1831].[6]

Ludwig Feuerbach lieferte eine größere Zahl von Buchbesprechungen für die Berliner Jahrbücher für wissenschaftliche Kritik der Hegelianer und ab 1838/39 für die Hallischen Jahrbücher für deutsche Wissenschaft und Kunst der Junghegelianer.
Unter anderem war der Geograph Carl Eduard Meinicke (1803–1876) als Rezensent englischer Publikationen für die Jahrbücher für wissenschaftliche Kritik tätig.
Ferdinand Gustav Kühne war Redaktionsassistent in Leipzig.